# XXX (phim 2002)
xXx (được đọc là Ba chữ X) là một phim trinh thám Mỹ do Rob Cohen đạo diễn, được Neal H. Moritz sản xuất và Rich Wilkes viết kịch bản . Phim này là phim đầu tiên trong loạt phim xXx với Vin Diesel là ngôi sao chính trong vai Xander Cage, một người diễn viên đóng thế thích nổi loạn, say mê thể thao mạo hiểm chuyển sang làm đặc vụ cho Cơ quan An ninh Quốc gia. Cage được trao sứ mệnh nguy hiểm nhằm thâm nhập vào một nhóm khủng bố Nga tiềm năng ở Trung Âu. Bộ phim cũng có sự tham gia của Asia Argento, Marton Csokas và Samuel L. Jackson . Trước đây, Cohen đã đạo diễn bộ phim The Fast and the Furious (2001), trong đó Diesel cũng đóng vai chính.